# Scelolophia penumbrata
Scelolophia penumbrata là một loài bướm đêm trong họ Geometridae.